# Ilex argentina
Ilex argentina là một loài thực vật có hoa trong họ Aquifoliaceae. Loài này được Lillo mô tả khoa học đầu tiên năm 1910.